# Annerösli Zryd
Annerösli Zryd (* 3. Mai 1949 in Adelboden) ist eine ehemalige Schweizer Skirennfahrerin.
Zryd wurde bei den Alpinen Skiweltmeisterschaften 1970 in Gröden überraschend Weltmeisterin in der Abfahrt. Diese Weltmeisterschaft wurde auch zum Weltcup gezählt, sodass dieser Sieg auch als Weltcupsieg geführt wird.
Zuvor waren ihre besten Resultate im Skiweltcup zwei vierte Plätze bei den Abfahrten von Sestriere und Franconia im März 1967. Bei den Olympischen Winterspielen 1968 in Grenoble kam sie in der Abfahrt am 10. Februar knapp vor dem Ziel aus der Balance und schlug beim Passieren des Ziels gegen eine Holzstange – und wurde noch Elfte. Im selben Jahr wurde sie Schweizer Meisterin in der Abfahrt. Nach der Saison 1969/70 zog sich Zryd vom aktiven Wettkampfsport zurück.

## Trivia
Im Sommer 1969 war sie von Verletzungspech verfolgt. Gerade erst von einer Bänderzerrung und einem angerissenen Meniskus (nach einem verunglückten Trampolin-Sprung in Magglingen) genesen, fiel sie am 2. Juli beim Turnen des Turnvereins Frutigen plötzlich auf den Rücken. Resultat waren gequetschte Muskeln und Bänder im Rücken, im Kreuz und im Gesäss.